# Katastralgemeinde Galling
Die Katastralgemeinde Galling ist eine von sieben Katastralgemeinden der Stadtgemeinde Sankt Veit an der Glan im Bezirk St. Veit an der Glan in Kärnten, in Österreich.  Sie hat eine Fläche von 293,92 ha (Stand 31. Dezember 2023).
Die Katastralgemeinde gehört zum Sprengel des Vermessungsamtes Klagenfurt.

## Lage
Die Katastralgemeinde liegt im äußersten Süden der Gemeinde Sankt Veit an der Glan und des Bezirks St. Veit an der Glan. Sie liegt im Glantaler Bergland unmittelbar östlich des Ulrichsbergs und erstreckt sich von Preilitz im Norden bis an den Rand des Orts Prikalitz im Süden sowie vom Ostabhang des Ulrichsbergs im Westen bis zur Karnburger Straße (L 71a) im Osten. Die Katastralgemeinde erstreckt sich über eine Höhenlage von 540 m ü. A. am Hörzendorfer Bach an der Ostgrenze der Katastralgemeinde bis zu 874 m ü. A. am Nordosthang des Ulrichsbergs an der Westgrenze der Katastralgemeinde.

## Ortschaften
Zur Gänze auf dem Gebiet der Katastralgemeinde Tanzenberg liegen die Ortschaften Beintratten, Galling, Preilitz, Ulrichsberg, Unterwuhr und Wainz sowie die Ortschaft Pörtschach am Berg (Gemeinde St. Veit an der Glan), die die nördliche Hälfte und somit den Sankt Veiter Anteil des gleichnamigen, teils zur Gemeinde Maria Saal gehörenden Ortes bildet. Ein Gebäude an der Südgrenze der Katastralgemeinde, das zum Ort Prikalitz gehörte, ist abgekommen.

## Vermessungsamt-Sprengel
Die Katastralgemeinde gehört seit 1. Jänner 1998 zum Sprengel des Vermessungsamtes Klagenfurt. Davor war sie Teil des Sprengels des Vermessungsamtes St. Veit an der Glan.

## Geschichte
Ende des 18. Jahrhunderts wurden die Kärntner Steuergemeinden (später: Katastralgemeinden) gebildet und Steuerbezirken zugeordnet. Die Steuergemeinde Galling wurde Teil des Steuerbezirks Karlsberg.
Im Zuge der Reformen nach der Revolution 1848/49 wurden in Kärnten die Steuerbezirke aufgelöst und Ortsgemeinden gebildet, die jeweils das Gebiet einer oder mehrerer Steuergemeinden umfassten. Die Steuer- bzw. Katastralgemeinde Galling wurde Teil der Gemeinde Hörzendorf, die anfangs den Namen Gemeinde Karlsberg trug. Die Größe der Katastralgemeinde wurde 1854 mit 512 Österreichischen Joch und 349 Klaftern (ca. 295 ha, also etwa die heutige Fläche) angegeben; damals lebten 219 Personen auf dem Gebiet der Katastralgemeinde. 1972 wurde die Katastralgemeinde Galling Teil der Gemeinde Sankt Veit an der Glan.
Die Katastralgemeinde Galling gehörte ab 1850 zum politischen Bezirk St. Veit an der Glan und zum Gerichtsbezirk Sankt Veit an der Glan. 1854 bis 1868 gehörte sie zum Gemischten Bezirk Sankt Veit an der Glan. Seit der Reform 1868 ist sie wieder Teil des politischen Bezirks St. Veit an der Glan und des Gerichtsbezirks Sankt Veit an der Glan.

## Siedlungsentwicklung
Zum Jahreswechsel 1979/1980 befanden sich in der Katastralgemeinde Galling insgesamt 43 Bauflächen mit 25.567 m² und 82 Gärten auf 155.180 m², 1989/1990 gab es 37 Bauflächen. 1999/2000 war die Zahl der Bauflächen auf 98 angewachsen und 2009/2010 bestanden 59 Gebäude auf 100 Bauflächen.

## Bodennutzung
Die Katastralgemeinde ist landwirtschaftlich geprägt. 179 Hektar wurden zum Jahreswechsel 1979/1980 landwirtschaftlich genutzt und 90 Hektar waren forstwirtschaftlich geführte Waldflächen. 1999/2000 wurde auf 181 Hektar Landwirtschaft betrieben und 101 Hektar waren als forstwirtschaftlich genutzte Flächen ausgewiesen. Ende 2018 waren 156 Hektar als landwirtschaftliche Flächen genutzt und Forstwirtschaft wurde auf 111 Hektar betrieben. Die durchschnittliche Bodenklimazahl von Galling beträgt 40,4 (Stand 2010).